# ハイ・ホー7D
『ハイ・ホー7D』（原題：The 7D）は、アメリカ合衆国のテレビアニメで、ディズニーのアニメ映画『白雪姫』のスピンオフかつ前日譚にあたる。ディズニーXD オリジナル・シリーズのひとつ。

## 番組概要
タイトル内の「7D」とは「7人の小人たち」の意味である（DはDwarfs〈小人たち〉の頭文字）。この作品では、7人の小人たちが白雪姫と出会う前の物語を描かれているが、キャラクターデザインは元の『白雪姫』とは異なる。
日本では、7月19日にディズニー・チャンネルで先行放送が行われ、2014年8月10日からディズニー・チャンネルで本放送が開始された。
また2015年7月26日、シーズン1の最終話が日本先行放送された。2016年7月4日からディズニージュニアへ引っ越しして放送中。さらにディズニージュニアで日本初放送エピソードは2016年9月25日から放送された。2016年9月10日から2018年3月16日までDlifeでも放送されている。日本語および英語による字幕放送を実施。ごきげんの声は黄色、おこりんぼの声は水色、ヒルディの声は緑色で表示される。

## 登場人物
ごきげん（Happy）
声 - ケビン・マイケル・リチャードソン/楠見尚己、歌唱 - 石原慎一
普段から笑顔を絶やさない。大の音楽好きでいつもギターを持ち歩いている。
帽子の色は水玉模様付きの黄緑。吹き替えではセリフと歌唱で声優が違う。
いつでもどこでも歌わずにはいられない。何が起きても前向きで気楽に考える
ヒルディの魔法で声をなくしたり、こだまの谷に声を預けた時には歌えなくなった。
はりきって料理をするとかなり豪華なごちそうを作る。
ギターは弾けるもののハーモニカはあまりうまいとは言えない。また「落ち葉ジャンプ祭り」の巻においては修理に出したギターの代わりにパイプオルガンをお城から引っぱり出して弾いていた。
賢者の岩の色は、黄色の石。
月の色が赤くなると、野獣に変身して乱暴になる。
おこりんぼ（Grumpy）
声 - モーリス・ラマーシュ/間宮康弘
その名の通り、非常に怒りっぽい。威張り屋だが、臆病で寂しがりや。年中しかめっ面なせいで、無理に笑い顔でいようとすると顔が痛くなる。
アフロヘアを隠すため、植木鉢を被っている（帽子が布製でないのは彼だけ）。いつも不憫な目に合っている（くしゃみの餌食になったりおとぼけにスパゲッティを取られる等）。また、ゴルゴンゾーラをこよなく愛している。
チーズ好きや怒りっぽいせいで事件や騒動に巻き込まれることが多い。いやなことでもチーズのためなら何でもする。
すぐ怒るが素直に気持ちを言うこともある。仲間思いで頼りになる。ヤギのジゼルと仲良し。
カエルになったせいか、魔女たちに気に入られてしまう。
頭の植木鉢は驚いたときにはずれる。家中を埋め尽くすほど髪の量がある。
髪の毛のことで子供のころ笑われてトラウマになっていたが、女王さまも同じ髪質だと知って安心した。
賢者の岩の色は、赤色の石。
月の色が青くなると、ストラップを笑顔で売るセールスマンに変身する。頭の花がヒマワリになる。ごきげんも戸惑うほどのハイテンション。
せんせい（Doc）
声 - ビル・ファーマー/佐々健太
リーダーで最年長。
物知りで発明が得意分野で帽子の中に様々な仕掛けを持っている。赤縁のメガネを掛けていて、帽子の下はモヒカン頭。
板の橋を作ったせいで川に落ちたくさすけを偲び、再び板の橋を作るのを拒んだ。
パントマイムの見えない壁に閉じ込められたことがあるため嫌っている。
いつでもいろんなことを予想しているため、頭の中は大忙し。
知恵の歯を抜いたことで一時的に無邪気な性格になった。
先生の帽子はかぶった者の言うことをなんでも聞くので、ジングルハイマー博士に奪われ利用された。
賢者の岩の色は、藍色の石。
月の色が紫になると、狂人のようになる。
くしゃみ（Sneezy）
声 - スコット・メンヴィル/西谷修一
原作と同じく、アレルギー持ちですぐくしゃみをする。
青緑色のマフラーを巻いており、今作ではおとぼけと同じく髭を生やしていない。羽付きの帽子を被っている。
くしゃみが出るためペットを飼えず諦めていたが、森で出会ったグリフィンにはくしゃみ反応がなく手懐けている。
くしゃみのハクションドッカーンは村を破壊するほどの威力を持つ。
はじめはくしゃみが突発的に出て迷惑をかけていたが、だんだん自分でコントロールできるようになり役立ってる。
ハクションは吹き飛ばしたり壊したりするほか、壊した家を建て直したり木の葉１枚だけを飛ばしたりできる。
ヒルディや7Dの邪魔をする相手に文句を言うなど、少々喧嘩っ早く強情になっている。
賢者の岩の色は、緑色の石。
月の色が藍色になると、パペットのようになり首、手足がのびる。
おとぼけ（Dopey）
声 - ディー・ブラッドリー・ベイカー/米田基裕
その名の通りおとぼけている。原作同様、台詞がなく口笛やパントマイムで意思を伝えている（ただし、声真似は例外）。
子象に懐かれたこともある。水玉模様付きの赤くて大きな帽子を被っている。
動物の言葉が分かり、動物たちに関連した問題はたいてい解決できる。動物と仲が良すぎて家の中が動物だらけになった。
暴れるウサギや怪物の相手をまかされてしまうことも。犬のまねをした時には犬として扱われた。
犬のように鼻が利く。そりを引くなど体力も7Dの中で一番ある。
野生にかえり、ターザンのように雄叫びをあげれば森の動物たちが一目散に駆けつける。
先生や女王さまには言いたいことが伝わるが、おこりんぼにはなかなか理解されない。
賢者の岩の色は、オレンジ色の石。
月の色が緑になると、下半身がヤギの体になる。
ねぼすけ（Sleepy）
声 - ステファン・スタントン/増元拓也
いつも眠そうにしており、道端で寝ることが多い。
夢遊病だがいざという時は優れた行動力を見せる。ボーダーの青い帽子を被っている。
眠っていたことでヒルディがかけた眠りの魔法が効かず、キャンキャンと一緒にジョリーウッドの住民を眠りから覚ました。
眠りの国の砂男サンディと朝の妖精サニーと仲良しで、彼らが捕まった時にはすぐに助けに向かった。ぬいぐるみのヒックルピップスは大切な友だち。
ベッド作りにはこだわるが、アイデアだけ考えて自分では作らない。
賢者の岩の色は、青色の石。
月の色が黄色になると、コーヒーを片手にハイテンションになる。
てれすけ（Bashful）
声 - ビリー・ウェスト/矢野智也
シャイですぐ照れる。
鼻の下まで深く帽子を被って滅多に素顔を見せない。シャワー中に歌うのが得意でしあわせ女王にもその歌声を気に入られた。
ジョリーウッドを守るためエージェント・てれすけとなってシェイプシフターの悪事を阻止した。
女王さまのためなら何でもする。任務がうまくいかないと冷静でいられず取り乱してしまう。ストレスがたまるとヤケ食いする。
隠れている人を捜すのが非常に得意で、大まかな場所さえ絞り込めれば、そこに身を隠す場所が三兆とんで三つあろうとも必ず見つけ出せる。
物陰に隠れていることが少なくなり、一人で行動するなど目立つことが多くなってきた。
おたすけ仮面、歌手、騎士、ジョリーボールの選手、競技大会の選手、エージェントと多様な役柄を持つ。
賢者の岩の色は、紫色の石。
月の色がオレンジになると、たくましい身体になる。
しあわせ女王（Queen Delightful）
声 - リー＝アリン・ベイカー/岡本麻弥
ジョリーウッドの君主。いつもポジティブで心優しい。ヨーデルとダンスが得意。原作のような悪い女王のイメージはない。
キャンキャンという犬の他、王冠の中にオウムを飼っている。
ヨーデルインフルにかかりヨーデルが止まらなくなった。
キャンキャンのことを大事にしている。ヒルディたちにさらわれた時には心配し過ぎて、回転しながら警報を言い続けた。
7Dをとても信頼している。ヒルディの言動にだまされやすく、何度もお城を奪われかけている。
姿を変化させる魔法をかけられても動じない。美しい心の持主。
結っている髪の毛をほどくと、村じゅうに広がるほど髪の量がある。
下唇をとがらせてふて腐れると、ジョリーウッドの住民全員が耐えがたい悲しみに包まれ、てれすけさえもが無力感にさいなまれてしまう。
ノームの王様の自慢話に我慢できず、ジョリーボールの試合で負けたら国を譲ると約束してしまう。
ヒルディの魔法でおばあちゃんにされた時には、引退も考えた。
きまじめ男爵 （Lord Starchbottom）
声 - ポール・ラッグ/米田基裕
しあわせ女王に仕えており、よく7Dに巻き込まれ、ひどい目にあうせいか7Dを苦手としている。
本名はディラード・ガーキン。ピクルスを作ってる農家の出身。お城で働く際、履歴書に貴族と嘘を書いたが、しあわせ女王は彼自身を気に入り雇ったらしい。
上から目線で、見栄っ張りな性格のため周りに鬱陶しいと思われている節がある。口先では偉そうにしているが実は小心者で頼りない姿がよく見られる。
はじめは7Dになじめなかったが、女王さまを助けるためにお互い協力することも多くなった。
お城の仕事や用事はすべて男爵がこなす。あまりの多忙さで自分の誕生日すら忘れていた。コメディアンとしての才能は欠ける。
クモや動物が苦手。部屋が真っ暗になると怖がる。
男爵の服は、パジャマのようだといわれたが、今でも同じ服を着ている。
7Dのマネージャーになった時には、ミスターふまじめと改名した。
サー・キャンキャン （Sir Yipsalot）
声 - ビル・ファーマー
しあわせ女王の飼い犬で、ピクルス、特に男爵の実家で作っているピクルスが大好き。
キャンキャンと吠える。ピクルスを探す能力に優れている。
そっくり犬のギャンギャンに出会ったことで、イヌとしてやりたいこと（リスを追う、泥遊びなど）をして良いと認められた。
ひと言だけだが人の言葉を話した時には、女王さまも驚いた。
小さくても彼なりに7Dや女王さまを助けている。
稀に一言ほど話すことがある。
スクアイア・ペキントン（Squire Peckington）
声 - ディー・ブラッドリー・ベイカー
しあわせ女王の飼いオウム。
女王さまの一番の相談役。
彼が休暇を楽しむ間、サルのナナーズが相談役を務めた。
ヒルディ･グルーム
声 - ケリー・オズボーン/吉田麻実
悪い魔法使いカップルの一人。本作のディズニー・ヴィランズ。
何度もジョリーウッドのお城を狙うが、その度に7Dに邪魔され失敗してしまう。
犬のキャンキャンや、魔法で子供になった7Dにも計画を台無しにされた。
賢くなったグリムが自分を嫌った時には、城を奪うことをあきらめて彼を元に戻すことを選んだ。
コピーの杖で現れた彼女のコピーは、一晩でお城を支配している。
一枚上手のスナジーをライバル視している。
作戦が成功しかけても、最後まで辛抱できずに結局、自ら正体をばらしたり計画を台無しにしてしまう。
魔法の副作用でおばあちゃんになってしまう。若返りの噴水を壊してしまい、そのままの姿で暮らすことに。
グリム・グルーム
ジェス・ハーネル/橘潤二
悪い魔法使いカップルの一人。本作のディズニー・ヴィランズ。
子供っぽい性格。ヒルディためなら何でもやろうとするが失敗することが多い。
初期は作戦を考えたり、魔法を使うなど積極的に行動しているが、だんだんヒルディに任せるようになる。
動物好き。とくに好意的な動物に優しい。バードウォッチングもしている。クモ（虫類）は逃げ出すほど苦手。
賢くなるためになんとか先生をだまして、おりこう石を入手。賢さと引き換えにヒルディへの愛が無くなった。
トロールに奪われたお互いのペットを奪回するべくおこりんぼと共闘したり、命を救ってくれたてれすけへの恩に報いようとしたりするなど、ヒルディに比べれば7Dを嫌ってはいない。
魔法で年をとってしまったヒルディといっしょにいたいと思い、自分も老人になった。
美容師に変装した際、美容師を自分の適職、天職と言っていた。
ジゼル（Gizelle）
声 - ディー・ブラッドリー・ベイカー
おこりんぼの飼い山羊。
ごはんのためなら遠い場所からでも駆けつけて、険しい崖の上まで運んでくれる。
7D全員を背中に乗せて走れるほどの体力の持主。たまに人の言葉をしゃべる。
彼女のチーズはすごくおいしい。
猟犬に育てられて、おとぼけを育てた経験がある。
ジョリーウッドの住民たち
明るくマイペースな住民たち。7Dと同じぐらいの背丈。
ヒルディに魔法をかけられることも多い。女王さまを信頼し、7Dを頼りにしている。
何度も魔法などで村を襲われても、解決すればいつも通りに過ごしている。
空飛ぶブタたちに食べ物をすべて食べつくされた時には、さすがに辛抱できず村を出ていこうとした。
マザー・グースやおとぎ話のキャラクターなどが住んでいる。
見た目は違うが、チキン・リトル（空のことで女王さまに質問している）も登場している。
シンデレラ、アラジン、ピーターパン、リトルマーメイド、ヘンゼルとグレーテルは、名前のみ登場。
ジョリーウッドとまほうの森
ジョリーウッドはしあわせ女王さまが統治するしあわせで楽しい国。「ヘンテコ頭の日」の時点での総人口は101人（女王、男爵、7Dを含む）。大きな宝石で動く大時計がある。
地下には、7Dが移動するためのトンネルがいくつもある。
7Dに緊急招集をかける際の「キンコン・ベル」を鳴らすための紐は、お城のはるか上空、雲の上に住む巨人の家の近くにある鐘楼から空間を飛び越えて垂れ下がる。
周辺に広がるまほうの森には、ヒルディとグリムのほかにも、トロールやゴブリンなどが住んでいる。
色々な動物たちも住んでいる。リスやクマ、ゾウやライオンもいる。野生動物だったり独立した生活をしている。
魔法の鏡
声 - ウーピー・ゴールドバーグ/片岡富枝
女王さまをサポートする。「なんでもお見通し」が口癖。鏡から出た姿は、金髪で黄色い服を着ている。
魔法の水晶玉
ヒルディの所有物。何でも知っているが冗談を混ぜながらで話す。コメディアンの才能がある。
ギディーアップ
女王さまの愛馬であるメスの一角獣。でっぷりした体型に似合わず動作は機敏で、二足歩行もできる。
ピーチズ
グリムのペットの大きなイノシシ。ヒルディとグリムが乗る馬車を引くが、爪先しか動かさないので歩きは非常に遅い。クリームという名前のブタもいた。
ガーキン一家
声 - 米田基裕
ピクルス農家（原料であるキュウリの栽培からタル詰めまでを一手に行っている）を営む、きまじめ男爵の家族。祖母・両親・双子の兄・妹とその息子にいたるまで、顔の造作が男爵にそっくり。
ブリスル
ガーキン一家のピクルス農場で買われているニワトリ。真っ黒なトサカに金属製の大さじを被り、自分のことを犬だと思い込んでいる。
ユーウツ公爵
ヒルディの父。娘を溺愛している。25年前、「ロックシンガーとしての栄誉を得るのと引き換えに最初の娘を差し出す」という契約を、人相の悪い小人「ルンペルシュテルツキン」と交わしてしまっており、彼にそっくりなおこりんぼに怯えていた。
ユーウツ公爵夫人
ヒルディの母。気難しい性格。頭のゆるい娘婿のグリムにほとほと呆れている。
公爵と公爵夫人を演じたのはオジー・オズボーンとその妻シャロン。ヒルディ役のケリーの実の両親である。
金の卵を産むガチョウ
雲の上に住む巨人が飼っているガチョウ。キャンキャンとすり替えられた。
オット・ビックリアヒル
雲の上に住む巨人のペット。宝石の卵を産む。しゃべることができ、砂糖が好物。
ジョリーウッド・ジョー
彼がひと鳴きすると、一瞬で冬が終わり春になる。家族に、妻のジェーンと息子のチキン・リトルがいる。
ジョリーウッド・ジェーン
ジョーの奥さん。彼女が作り出すチキンヌードルスープは、ヨーデルインフルを一瞬で治す。
ジンジャースナップ
妖精の一人で、見た目は幼い感じだが妖精の王として王座につく。おこりんぼの無礼を許した。
7Dおじいちゃん
7Dのおじいちゃんたち。性格や見た目は7Dたちに似ているが、より個性を極めている。それぞれを称える宝石を持っている。
オーガ
ほしいものがあると勝手に持って行ってしまう。間違いを認めて7Dと和解した。甘いキャンディが大好物。
ゾウ
おとぼけが8人目の仲間として連れてきた。力持ちで頼りになるが大食いで、床に穴をあけてしまう。
ギャンギャン
キャンキャンにそっくりなメスの白い犬。毛先がとがっている。身軽な動きが気に入られてサーカスに入団する。
靴の家に住むおばあさん
靴以外のところには住めない。たくさんの子どもたちがいる。女王さまとスパに行き、きれいになった。
はりきりおじさん
女王さまの叔父で探検家。7Dとは仲がいいが、男爵とは気が合わない。
バケツ
女王さまの幼馴染で遊び相手。古い屋敷に住み着くユウレイ。女王さまはユウレイだと気付いてないらしい。
レディ・ボンボン
女王さまの友人。つまみ食いの癖がある。ヒルディの魔法がかかったボンボンを食べて、野獣に変身した。
おめかし王女
女王さまの友人。おすまし専門学校に通っている。ヒルディの魔法で、カエルの魔女になってしまう。
きまぐれおばあさま
きっかり深夜零時三分にお城に訪れる。王冠にはネコがのっている。
サー・パージェス
ナイトの学校の指導者。気分が高まるとろれつが回らなくなる。卒業試験は彼と一騎打ちをすること。
コーチー・コーチ
ジョリーボールのコーチ。ジョリーウッドを一度だけ勝たせた。
サンディーとサニー
眠りの砂をかけるサンディーと朝の妖精サニーのおかげで、ジョリーウッドのみんなは素敵な夢が見られる。
ジャック・フラッシュバック
記憶の館（ボーリング場）を管理する。ボーリングでストライクを出せば記憶が戻る。チャンスは一回だけ。
隣の国の王様
しあわせ女王さまと連絡を取り合っている。7Dにそっくりな7人の女性たちが仕えている。
ジャカラウッドのおふざけ女王
歯が痛くなるほどかわいらしい方。王冠に凶暴なアナグマを乗せている。
くさすけ
その名の通りくさい。彼がいたときは8Dだった。板の橋から落ちて行方不明になっていたが7Dと再会。今では妻と子供がいる。
スナジー・シャザーム
クールで魔法に関する知識に優れている。夢は世界征服。ヒルディをイラつかせる。
ジョニー・セージ
額に第三の目を持つ。まぬけな失敗（主にヒルディ）を放送する番組の司会をしている。
フラッピー・ジャクソン
ジョリーウッド競技会の解説とスポンサーを務めた（彼自身競技会の優勝者でもある）、ワッフル専門店「ワッフル・ハウス」のオーナー。隙あらば自分の店と商品の宣伝をねじ込むので非常にうっとうしい。
イフー&ドードー
きまじめ男爵の負担を軽減すべく雇われた城兵の男女。人が何かする度にその耳元で二人してファンファーレを吹き鳴らすので極めつきに騒々しい。
夜の魔物ノクターナ
夜を永遠に続かせ、恐ろしい悪夢の世界を支配しようと企む。ねぼすけたちに阻止される。
悪いオオカミ
ひと吹きで家を壊すなど悪さをするためブタたちに追い出された。くしゃみをだまして赤ずきんのお菓子を奪おうとした。
ゴルディロックス
黄色い髪の、自称「誰からも愛される可愛い女の子」。その本性は誰の怒りも買わずにはおかぬタチの悪いぶりっ子。
他人の家へ「私何もしてないのに、悪者に追われているの！」と勝手に上がりこんではやりたい放題の限りを尽くし、家人全員の顰蹙を買った端から逃げ出してはまた別の家へ、というサイクルを繰り返す。
人の大切な物を踏みにじり、その神経を逆なですることにかけては天才的ですらあり、最後まで擁護の側にいたごきげんさえもが愛用のギターを無惨に破壊され、笑顔を引きつらせながらキレた。
3びきのくま
父・母・子の三匹家族。子熊は行儀が悪い。自宅をゴルディロックスに荒らされ、注意を促すべくジョリーウッドにやって来た。
ジンジャーブレッド
お菓子の家に住む魔女。嘘をついてカエルのおこりんぼにキスをする。家を修繕するときにはお菓子を使う。
ゴブリン
単純で団体行動をする。魚のフライが大好物。ゴブゴブとしか話せない。ゴブリン語の授業がある。
トロール
ずる賢い、約束を守らないなどあまり信用できない。トロールたちもよそ者と関わることを好まない。虫のプリンにキャラメルは欠かせない。
ファインダーズ・キーパー
異次元世界「落し物の国」の主。「世の中すべて拾った者勝ち、落としたヤツが泣きを見ろ」を信条に、送り込まれてきた落し物を倉庫にしまい込み独占していた。
トロールの王様
トロールの小国「トロールトピア」の王。ジョリーウッド・ジェーンのチキンヌードルスープを盗み出し、ヨーデルインフルに集団罹患してしまった自国民に振舞っていた。
スープを盗もうとした7Dを処罰しようとしたが、空に飛び去りかけた赤ん坊を救った先生に「よそ者は嫌いだがお前たちは別だ」と、最後の一さじを託した。
サルヴァトローレ
先生の依頼で石造りの立派な橋を造ったが、落とし穴だらけの契約書を盾に法外な通行料を要求した。犬の鳴き声が身悶えするほど大嫌い。
いさましナイト
ドラゴンに勇敢に立ち向かう騎士。本当はドラゴンと芝居をしていただけ。自慢話はウソであり、実力もない。
ダーク・ダンフリー
魔法の森の森林監視委員を名乗る。魔法の森を牛耳る「ボス」から7Dを追い出す命令を受けていたが失敗し、その後の行方はわからない。
ネチネチ男爵
賢者の岩を使ってジョリーウッドを支配しようとしたが、7Dの作戦に気付かず、彼の計画は失敗してしまう。
ノームの王様
不愉快な王様。女王さまも我慢できないほどの自慢屋。ノームたちを従えている。女王さまとは平和条約を結んでいる。
ジョン・ジェイコブ・ジングルハイマー・シュミット博士
先生の帽子を利用して、ジョリーウッドをミニチュアにしようとした。
ビンゴ
ジングルハイマー博士の助手。
ジングルハイマー曰く言うことがすべて当たっている事からその名がついた。
シェイプシフター
どんなものにも変身できる能力があり、堂々としていて落ち着いている。エージェント・てれすけは宿敵。

## スタッフ

### メインスタッフ
- 総監督 - トム・ルーガー
- 共同監督 - Mr.ワーバートン
- アートディレクター - フランク・モンターニャ
- ストーリーボード監修 - ロジャー・ドンディス
- メインキャラクターデザイン - ノア・Z・ジョーンズ
- キャラクターデザイン - セラピオ・カーム、デヴィッド・ティルトン
- ロケーションデザイン - ブラッドリー・J・ゲイク、ダニエル・P・マクヒュー、スティーブン・マイヤーズ
- 編集 - ブラッド・ロズマン
- 録音監督 - ケリー・ウォード
- 音楽 - パリー・グリップ、キース・ホーン
- ラインプロデューサー - ルイス・J・カック
- アニメーション制作 - ディズニー・テレビジョン・アニメーション、トゥーン・シティ、デジタル・Eメイション
- 製作著作 - ディズニー・エンタープライズ

### 日本語版スタッフ
- 演出 - 工藤美樹
- 音楽演出 - 市之瀬洋一
- 翻訳・訳詞 - 伊藤里香
- 録音制作 - ブロードメディア・スタジオ

## エピソード一覧

### シーズン1
| #  | 邦題                                                     | 本国話順 | 原題                                               |
| -- | -------------------------------------------------------- | -------- | -------------------------------------------------- |
| 1  | おおきくなあれ／ひとりで留守番                           | 6        | The Littlest Giants / Gnome Alone                  |
| 2  | くしゃみが止まらない／しあわせダイヤモンドをさがせ       | 2        | Sneezin' Season / The Delightful Diamond Mystery   |
| 3  | チーズがだいすき／オルガンで おおさわぎ                  | 8        | For the Love of Cheese / Let's Get Organ-ized      |
| 4  | 魔法の鏡／おたすけ仮面                                   | 3        | Mirror, Mirror / The Big Bash                      |
| 5  | キャンキャンと不思議なガチョウ／きまじめ男爵のかわり     | 5        | Sir Yipsalot and the Goose / Starchy Takes a Break |
| 6  | みんなねぼすけ／ゴルディロックスと7D                     | 7        | Sleepytime / Goldilocks and the 7D                 |
| 7  | ビックリー！／ようこそご近所さん                         | 4        | Surprise / Welcome to the Neighborhood             |
| 8  | 長いながーい冬／ちっちゃいクモさん一番つよい             | 1        | The Long, Long Winter / Itsy Bitsy Spider Fighters |
| 9  | ジンジャースナップとおこりんぼ／ジョリーデー             | 18       | Gingersnaps and Grumpy Snaps / Jollybells          |
| 10 | おこりんぼおじいちゃんと怪物／美しいのは誰？             | 9        | Grandpa Grumpy and the Ogre / Fairest in the Land  |
| 11 | 8番目の仲間／靴の家                                      | 10       | The 8th D / New Shoe                               |
| 12 | てれすけのデビュー／ガラクタごちゃごちゃ                 | 11       | Bathtub Bashful / Knick Knack Paddy Whack          |
| 13 | ドラゴンになったグリム／ちっちゃな おさかな              | 12       | Grim the Dragon / Free Teensy                      |
| 14 | ヒルディはいい魔女／ジョリーウッド・セッション           | 13       | Hildy the Good / The Jollywood Jam                 |
| 15 | 張り切りおじさんの冒険／賢くなったグリム                 | 15       | Uncle Humidor / Grim the Genius                    |
| 16 | ヒルディの魔法の靴／ヒルディシンデレラ                   | 16       | The Enchanted Shoes / Hildyrella                   |
| 17 | バケツ／フランケングルーム                               | 14       | Buckets / Frankengloom                             |
| 18 | 悪者になったくしゃみ？／とんだ猫騒動に巻き込まれたグリム | 17       | Big Bad Sneezy / Cat on a Hot Grim Roof            |
| 19 | 女王様のいいもの／落ち葉ジャンプ祭り                     | 19       | The Very Important Thingy / Leaf It to Sneezy      |
| 20 | 7匹のカエル／2匹になったキャンキャン                     | 20       | 7 Frogs / Sir Yipsalot and the Mutt                |
| 21 | 女王様の冒険／拾ったもん勝ち                             | 21       | The Queen's Quest / Finders Keepers                |
| 22 | おとぼけの手品／キンコン・ベルと豆の木                   | 22       | Abraca-Dopey / Bing Bong Beans!                    |
| 23 | 踊ろう7Dダンス／時計が壊れて大混乱                       | 23       | Doing the 7D Dance / Big Rock Candy Flim-Flam      |
| 24 | 賢者の岩を探せ！                                         | 24       | Rock of Sages                                      |

### シーズン2
| #  | 邦題                                                     | 本国話順 | 原題                                                   |
| -- | -------------------------------------------------------- | -------- | ------------------------------------------------------ |
| 25 | ブタが飛ぶとき／ナイトになるぞ                           | 1        | When Pigs Fly / Knight School                          |
| 26 | 夢の中へ行こう／キラキラ･イモムシの正体                  | 2        | In Yer Dreams, Pal / The Great Glitterpiller           |
| 27 | ごきげんなおこりんぼ／ヘンテコ頭の日                     | 3        | Oh Happy Grumpy / Funniest Hair Day                    |
| 28 | 動物が大集合／愉快と不愉快どっちがいい？                 | 4        | Say Pest to the Dress / Delight Me, Delight Me Not     |
| 29 | 結局それは誰の声？／ペットとランチの日に行こう           | 5        | Whose Voice Is It Anyway? / Take Your Pet to Lunch Day |
| 30 | ゲラゲラ・ベリー／ジョリーボールをやる人は？             | 6        | Giggleberries / Jolleyball Anyone?                     |
| 31 | 占い師の予言／おこりんぼ号                               | 7        | Miss Fortune Teller / Grump-Tiki                       |
| 32 | プレゼントはまだまだこれから／本物はどっちだ？           | 8        | You Ain't Seen Nothin' Yeti! / Which Witch is Which?   |
| 33 | ガーキン一家のピクルス／チキンヌードル・スープはどこに？ | 9        | The Family Pickles / Chicken Soup for the Troll        |
| 34 | ジングルハイマーの野望／魔法の森の監視員                 | 10       | Dr. Jingheimer / The Enchanted Forest Ranger           |
| 35 | おこりんぼみたいになりたい／7Dとナイスな仲間たち         | 11       | Take Me To Your Grumpy / Nicely Done & The 7D          |
| 36 | 知恵の歯が抜けた／お城の仕事                             | 12       | Smarty Tooth / Surely, You Jest                        |
| 37 | がんばれおとぼけ／5の呪いだって?                         | 13       | Hop To It, Dopey! / What Are You, Five?                |
| 38 | ベッドかざりと魔法の杖／妖精は大切に                     | 14       | Bedknobs and Gloomsticks / Take Care of Your Elf       |
| 39 | イライラプンプン国／7人のドワーフと野獣                  | 15       | Game of Grumpy / 7D and the Beast                      |
| 40 | がっかり夏休み／ヤツらは夜にほえる                       | 16       | Bummer Vacation / They Growl by Night                  |
| 41 | ジョリーウッド競技会／やり過ぎにはご用心                 | 17       | The Jollywood Games / Planks, But No Planks            |
| 42 | シェイプシフター／サルを帽子に乗せて                     | 18       | Shapeshifter / There's a Monkey in My Hat              |
| 43 | すごいぞ おとぼけ／月の色が変わる時                      | 19       | Water Ya Doin' Dopey / Once in a Purple Moon           |
| 44 | 1日限りの王様／タイムトラベル                            | 20       | A Royal Pain in the Castle / A Sneeze in Time          |